# Лабенский, Франц Иванович
Франц Ива́нович Лабе́нский, в документах также Лабенский 1-й (пол. Franciszek Xavery Łabenski, Łabęcki; около 1769–1770 — 1850) — русский музейный работник и искусствовед, художник-декоратор польского происхождения. Многолетний хранитель живописи императорских коллекций в Эрмитаже (с 1797), автор одного из первых каталогов его коллекции, почётный вольный общник Императорской Академии художеств (c 1821). Действительный статский советник (1821).

## Биография
Поляк по происхождению. В Варшаве был учеником и помощником живописца Марчелло Баччарелли, придворного художника и хранителя картинной галереи короля Станислава Августа Понятовского.
В Россию Лабенский приехал в 1795 году и со следующего года участвовал в оформлении интерьеров Гатчинского дворца в качестве помощника архитектора Винченцо Бренны, который перестраивал дворец для великого князя (позднее императора) Павла Петровича. Выполненные им декоративные росписи в опочивальне Марии Фёдоровны «в стиле рокайля и стиле Луи XVI» были уничтожены отступавшими гитлеровскими войсками, вместе со всем дворцом, в 1944 году.
Брат Франца Лабенского, приехавший вместе с ним в Санкт-Петербург, был известным антикваром, привёз в российскую столицу большую коллекцию картин и наладил успешную торговлю произведениями искусства. В 1797 году,  по рекомендации Бренны, Лабенский был приглашён князем Н. Б. Юсуповым, «почётным любителем петербургской Академии художеств» на должность хранителя живописи Императорского Эрмитажа и прослужил в музее пятьдесят два года вплоть до своей смерти в 1850 году. В 1805 году поставлен во главе II Отделения Эрмитажа (картины, кабинет редкостей, бронза, изделия из мрамора), но непосредственно курировал только живопись. В. Ф. Левинсон-Лессинг в «Истории картинной галереи Эрмитажа» писал, что «выдвижение на пост заведующего картинной галереей художника, не обладавшего никакой научной подготовкой и не зарекомендовавшего себя предварительно какими-либо трудами в этой области, представляло собой прямое продолжение общих для XVIII века тенденций назначать хранителями галерей художников», однако далее Лабенский «отдал все свои силы музейной работе и выработался в хорошего специалиста, тем более что и в Эрмитаж он пришёл уже с определённым запасом знаний по истории искусства и с несомненной музейной подготовкой».
В короткое время Лабенский сумел завоевать авторитет знатока живописи и заботливого хранителя. При императоре Николае I дослужился до звания статского советника. С его именем неразрывно связана история Картинной галереи Эрмитажа в александровское и николаевское царствования. При участии Лабенского галерея была значительно расширена за счёт многих удачных приобретений. В поездках по странам Западной Европы Лабенский приобретал картины, и «чутьё художника, его природный вкус и знания истории живописи никогда его не подводили. Они сыграли важную роль в развитии музея». В 1797 году под руководством Лабенского был составлен первый каталог императорского собрания картин на русском языке. Лабенский также составил описание картин Эрмитажа на французском языке в 2-х томах с гравюрами: «Galerie de l’Ermitage, gravée au trait» (СПб., 1805—1809). К книге приложен русский перевод текста Г. А. Глинки.
Большое внимание Ф. Лабенский уделял вопросам реставрации. В 1817 году был осуществлён его проект об учреждении при Эрмитаже реставрационной школы, которую возглавил знаменитый в будущем специалист А. Ф. Митрохин (1766—1845), назначенный ранее, в 1801 году камердинером в помощь Лабенскому для наблюдения за картинами.
В 1812 году Лабенский по распоряжению императора Александра I отобрал тридцать картин «для украшения католических храмов Таврической губернии».
Лабенский занимал служебную квартиру в Северном павильоне Малого Эрмитажа. На знаменитой картине «Парад и молебствие по случаю окончания военных действий в Царстве Польском 6 октября 1831 года на Царицыном лугу в Петербурге» художника Григория Чернецова он изображён в кругу многих выдающихся современников.